# 데비 왓슨
데비 왓슨(Debbie Watson, 1949년 1월 17일 ~ )는 미국의 배우이다.